# Ludwig Ferdinand Rømer
Pour les articles homonymes, voir Rømer.
Ludwig Ferdinand Rømer, né le 9 janvier 1714 et mort le 17 avril 1776, est un marchand danois. Il est principalement connu pour ses deux livres sur la Côte de l'Or danoise. A reliable account of the coast of Guinea est publié en anglais en 2014. 

## Biographie
Ludwig Ferdinand Römer est né à Elsfleth en Basse-Saxe. On ne sait rien de ses origines. Il est arrivé très jeune sur la Côte-de-l'Or danoise où il est assistant principal (overassistent) alors qu'il cherche refuge dans une forteresse britannique en 1744 lorsque le gouverneur Jørgen Billsen tente de l'arrêter pour une controverse entre membres de l'administration coloniale danoise. Il retourne ensuite au Danemark, où il écrit un certain nombre de plaintes à la Compagnie danoise des Indes occidentales. Il obtient une licence de marchand sur la Côte de l'Or danoise et retourne en Afrique à bord du navire Wilhelmine Galej en 1746. Il est promu au grade de surintendant avant de retourner au Danemark.
De retour au Danemark, il achète une propriété à Copenhague. En 1754, il obtient une licence pour ouvrir une raffinerie de sucre sur le site. Il est resté lié aux colonies danoises grâce à son implication dans la Det Københavnske Brødresocietet.

## Postérité
Rømer est aujourd’hui surtout connu pour ses livres. En 1756, il publie Tilforladelig Efterretning om Negotien paa Kysten Guinea (en français : Rapport fiable sur le commerce sur la côte de Guinée). Il publie ensuite Tilforladelig Efterretning om Kysten Guinea (en français : Rapport fiable sur la côte de Guinée). Ce dernier contient une préface du théologien Erik Pontoppidan dans laquelle il affirme que l'esclavage des noirs n'est pas incompatible avec les commandements chrétiens. L'historien danois Georg Nørregård (da) qualifie les livres de Rømer d'« extrêmement peu fiables ». Römer dispose cependant de bonnes sources locales et les livres contiennent des informations précieuses sur l'histoire du peuple et de l'Empire ashanti. L'historien Ivor Wilks décrit ses travaux comme « l'une des meilleures sources d'informations sur la nature de la société côtière ghanéenne au XVIIIe siècle ».